# Gyllene Snittet (pris)
Gyllene snittet är TV-fotografernas förenings fotopris som instiftades 2010. Enligt föreningen hade det länge saknats ett pris för hantverksskicklighet bakom kameran. Priset hade 2010 fem kategorier och vinnarna fick dela på en stipendiesumma på 22 000 kr. Tävlingen är öppen för medlemmar i TvF. Till kategorin Årets Prestation kan dock även TV-fotografer som inte är medlemmar nomineras. Medlemmar i Gyllene Snittets organisationsgrupp och TvF:s styrelsemedlemmar kan delta i alla kategorier utom Årets Prestation. Priset sponsras av branschen och Sveriges ledande TV-kanaler.

## Vinnare

### 2010
- Årets Tv-Fotograf: Pelle Wickman.[2]
- Bästa Synk: Melker Blomberg.[2]
- Juryns special pris: Johan Sandklef.[2]
- Årets Prestation: Fredrik Westerberg.[2]

### 2011
- Årets TV-Fotograf multikamera: Tomas Antonsson.[3]
- Årets TV-Fotograf enkamera: Ola Christoffersson.[4][3]
- Årets Prestation: Jon Jogensjö.[3]
- Årets Synk / porträtt: Jörgen Lindskog.[3]

### 2013
- Årets TV-Fotograf enkamera: Camilla Skagerström[5]
- Årets TV-Fotograf flerkamera: Pernilla Önnerdal[5]
- Årets Prestation: Åke Wehrling[5]

### 2014
- Årets TV-Fotograf enkamera: Björn Tjärnberg[5]
- Årets TV-Fotograf flerkamera: PO Lantto A-foto och hela kamerateamet på Eurovision Song Contest 2013 i Malmö.  Cecilia Andersson, Pernilla Asplund, Stefan Eriksson, Åsa Fernqvist, Michele Giuntoli, Jenny Hellman, Daniel Hjalmarsson, Andreas Hollgren, Per Olof Lantto, Patrick Lendelund, Markus Lindgren, Niclas Närwall, Marco Padoan, Mattias Rismark, Fredrik Silfverhielm, Stefan Skimmerstrand, Gustav Stångert, Ingela Thörn, Pelle Vädel, Torkel Wingårdh, Dragan Zivojinovic, Kristian Öryd och Niklas Östling.[5]
- Årets Prestation: Samtliga fotografer på TV4 produktionen Det största äventyret. Lukas Nilsson, Magnus Eriksson, Niclas Sköld, Peter Palm, Tony Lindqvist och Tove Bergqvist.[5]
- TVF:s Hederspris: Oscar Moliner[5]

### 2015
- Årets TV-Fotograf enkamera: Jonatan Gammel[5]
- Årets TV-Fotograf flerkamera: Kristian Öryd[5]
- Årets Prestation: Marco Nilson[5]
- TVF:s Hederspris: Raymond Wemmenlöv[5]

### 2016
- Årets TV-Fotograf enkamera: Daniel Gartmo[5]
- Årets TV-Fotograf flerkamera: Andreas Hollgren[5]
- Årets Prestation: Niklas Östling[5]
- TVF:s Hederspris: Don Titelman[5]

### 2017
- Årets TV-Fotograf enkamera: Jörgen Lindskog[6]
- Årets TV-Fotograf flerkamera: Michele Giuntoli[6]
- Årets TV-Fotograf Sport: Karel Keim [6]
- TVF:s Hederspris: Samuel Renström (postumt)[6]

### 2018
- Årets TV-Fotograf enkamera: Ulrik Pegelow
- Årets TV-Fotograf flerkamera: Niklas Östling
- Årets TV-Fotograf Sport: Ulf Mellander
- Årets Prestation: Lisa Klerhed
- Årets Hederspris: Peter Mild

### 2019
- Årets TV-Fotograf enkamera: David Nilsson
- Årets TV-Fotograf flerkamera: Dragan Zivojinovic
- Årets TV-Fotograf Sport: Martin Lundqvist
- Årets Prestation: Christoffer Hjalmarsson
- Årets Hederspris: P-O Lantto
- TVF:s Specialpris: Paul Möllerstedt, Magnus Ader Berg och Robin Hofwander

### 2020[7]
- Årets Tv-fotograf Enkamera:  Emil Larsson SVT
- Årets Tv-fotograf Flerkamera: Pernilla Asplund Frilans
- Årets Tv-fotograf Sport: Daniel Östman Frilans
- Årets Prestation: Över Atlanten-teamet.  Linus Bokehsius, Einar Lindgren, David Castaldo, Johan Hellströmer och David Nilsson
- Årets Hederspris: Sven-Åke Visén SVT
- TvF:s Specialpris: Lennart Wetterholm Producent/bildproducent

### 2021[7]
- Årets Tv-fotograf Enkamera: Ola Fredholm Frilans
- Årets Tv-fotograf Flerkamera: Ingela Thörn SVT
- Årets Tv-fotograf Sport: Sandra Wörding Frilans
- Årets Prestation: Fiskarnas Rike SVT Martin Falklind
- Årets Hederspris: Phil Poysti TV4
- TvF:s Specialpris: Reneé Eriksson Scripta

### 2022
- Årets Tv-fotograf Enkamera: Joel Engde
- Årets Tv-fotograf Flerkamera: Josefin Winell
- Årets Tv-fotograf Sport: Jesper Eliasson
- Årets Tv-fotograf Nyheter: Linda Hörnqvist.
- Årets Prestation: The Island. Huvudfotograf Linus Bokehsius med teamet, Kristoffer Klarén, Safin Taki, Niklas Kristensson, David Castaldo och Christopher Linnell.
- Årets Hederspris: Torkel Wingårdh.
- TvF:s Specialpris: Irene Wiklund.